# Wasserwerk Reken-Melchenberg

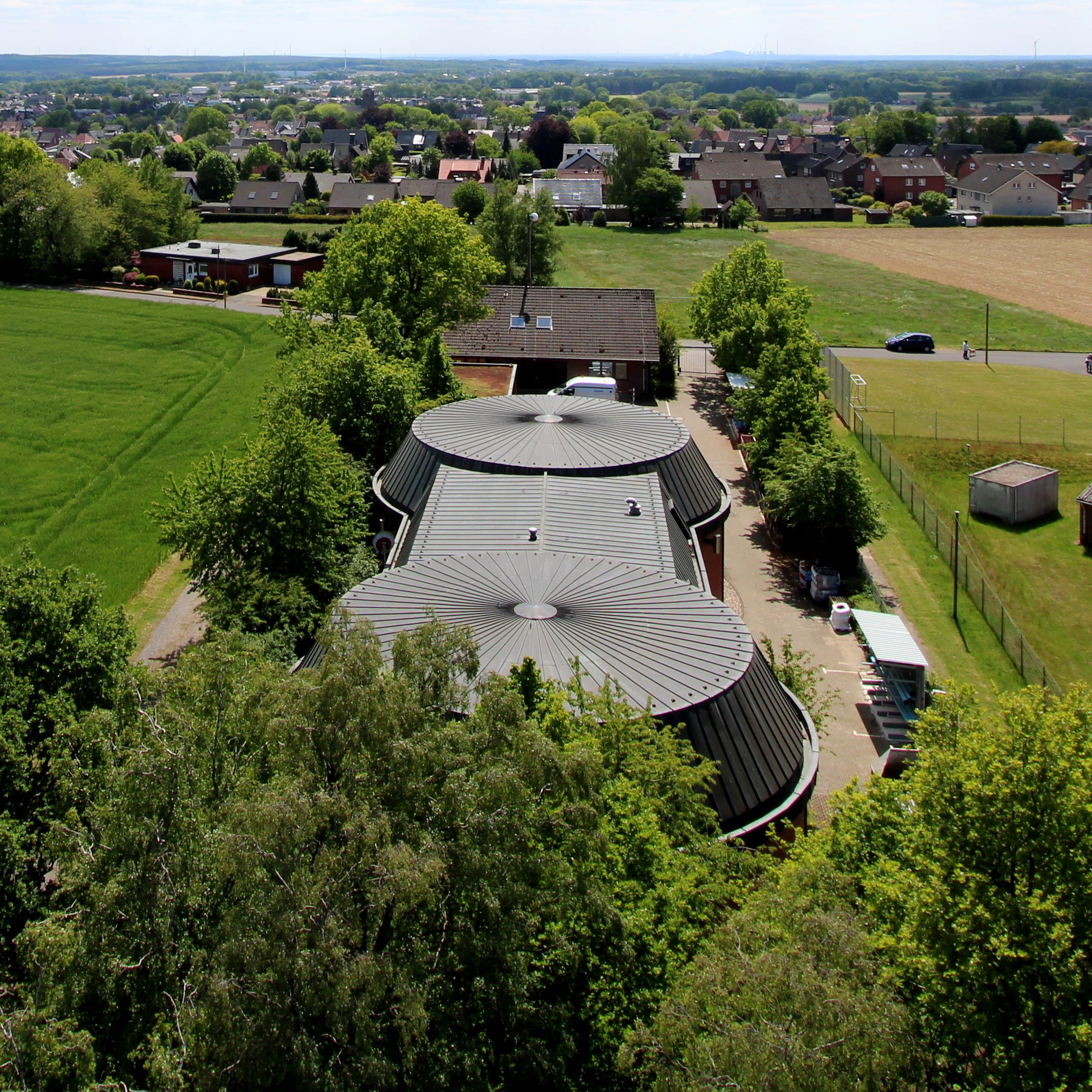
Wasserwerk Reken

Das Wasserwerk Reken-Melchenberg befindet sich im nordrhein-westfälischen Westmünsterland auf dem nördlich von Groß Reken gelegenen Melchenberg (133,8 m ü. NN), der höchsten Erhebung des Höhenzugs Rekener Berge. Betreiber des Wasserwerks ist die Rheinisch-Westfälische Wasserwerksgesellschaft (RWW).
Das 1968 bis 1969 errichtete Wasserwerk gewinnt aus sechs Brunnen Trinkwasser. Nördlich des Melchenbergs fördert die Brunnengalerie aus 60 bis 120 Metern Tiefe sehr reines Grundwasser aus den „Halterner Sanden“; einer kreidezeitlichen Meeresablagerung. Die jährliche Kapazität liegt bei 1,75 Millionen m³.
Außer einer 2000 in Betrieb genommenen Aufhärtungsanlage und einer leichten Anhebung des pH-Wertes mittels Dosierung von Natriumhydrogenkarbonat ist keine Aufbereitung erforderlich, da alle anderen nach der Trinkwasserverordnung relevanten Parameter wie z. B. Nitrat oder Pflanzenschutzmittel deutlich unter den jeweiligen Grenzwerten liegen.
Ein 554,9 Hektar großes Gebiet rund um den Melchenberg ist seit Mai 1998 als Wasserschutzgebiet Reken-Melchenberg ausgewiesen. Die RWW hat bereits 1992 mit den Landwirten eine Kooperation Landwirtschaft / Wasserwirtschaft gegründet, in der gemeinsam Grundsätze für eine Gewässer schonende Landbewirtschaftung erarbeitet werden.
Die RWW versorgt von Groß Reken aus die Gemeinden Reken und Velen sowie Gescher-Hochmoor mit Trinkwasser. Es ist neben den Wasserwerken Dorsten-Holsterhausen und Velen-Tannenbültenberg eines der drei Grundwasserwerke der RWW.